# Guariento di Arpo

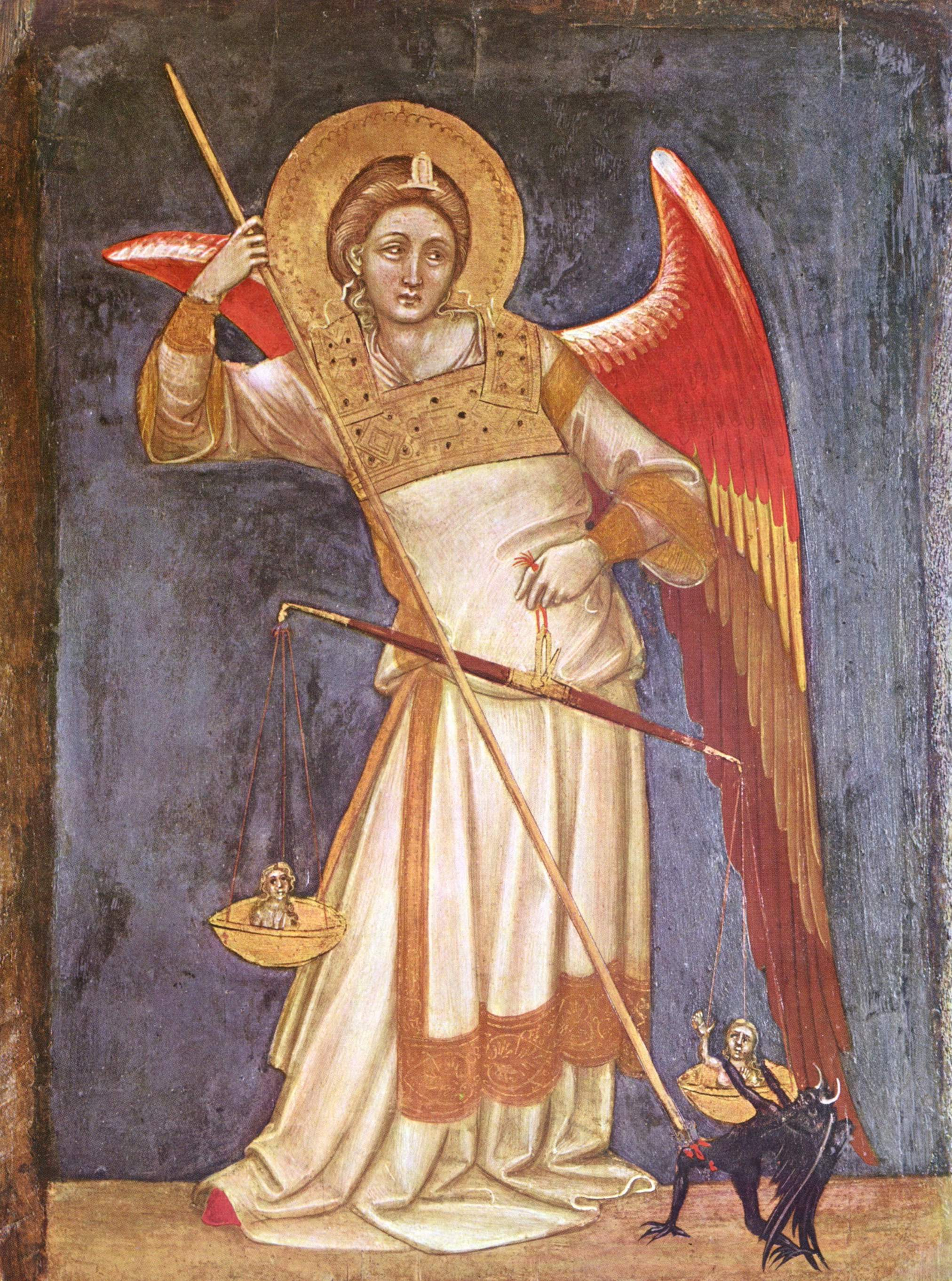
Guariento: Der Erzengel Michael als Seelenwäger, 1350. Museo Civico in Padua

Guariento di Arpo oder auch Guariento d’Arpo (* um 1310 in Padua; † 1370) war ein oberitalienischer Maler des Trecento.
Guariento, über den kaum schriftliche Quellen existieren, hat die Malerei in seiner Heimatstadt Padua erlernt. Tätig war er dort seit 1338 in den Diensten der Signoria der Carrara. Er malte einen Zyklus von Engelbildern für die Kapelle in der Residenz der Carrara. Um 1365 hielt er sich in Venedig auf und führte dort, in einer noch stark von der byzantinischen Kunst geprägten Kultur, Giottos Innovationen der Malerei ein.
Neben großen Fresken und Altarbildern für Kirchen malte er auch kleine Andachtsbilder für den privaten Gebrauch.

## Das Paradiesbild
Unter der Regierung des Dogen Marco Corner erhielt er 1365 den Auftrag für ein riesiges Fresco zur Ausgestaltung des Großen Saals im Dogenpalast, den größten Auftrag, den die Serenissima bisher an einen Maler vergeben hatte. Die Marienkrönung, auch Paradiesbild genannt, erstreckte sich über die gesamte Stirnseite des neu erbauten Großen Saals, in dem der Große Rat tagte. Bei den Bränden von 1576 und 1577 wurde das Bild schwer beschädigt, man gab es, als nicht zu retten auf, und Tintoretto übermalte es mit seinem Jüngsten Gericht.
Bis ins 20. Jahrhundert galt das Bild als verloren. Reste des Frescos wurden 1903 bei der Restaurierung des Großen Saals unter dem Bild von Tintoretto gefunden, von der Wand abgenommen, auf Leinwand aufgezogen und 1995/96 einer sorgfältigen Restaurierung unterzogen. Heute wird das Fresco im Dogenpalast gezeigt.

## Werke
- Fresken in der Kirche der Eremitani in Padua
- Fresken in der Loggia dei Carraresi in Padua
- Fresken in der Dominikanerkirche in Bozen
- Engelbilder für Kapelle in der Residenz der Carrara in Padua, Museo Civico, Padua
- Madonna humilitas, 1345, Paul Getty Museum, Los Angeles
- Christus am Kreuz, Engel und Heilige. Flügelaltar; Diözesan-Museum, Mailand

- Thronende Madonna mit Kind, Courtauld Institute, London
- Marienkrönung, Altarbild, 1344, Norton Simon Art Museum, Pasadena
- Marienkrönung oder Paradiesbild, 1365–67, Dogenpalast, Venedig